# Simplonlinie
| Alstom ETR 610 in der Nähe von Saint-Saphorin |                                                                                           |                                           |                                           |
| Streckennummer (BAV): | 200 (Vallorbe–Lausanne) 100 (Lausanne–Brig–Simplontunnel I–Iselle) 109 (Simplontunnel II) |                                           |                                           |
| Fahrplanfeld: | 100, 200                                                                                  |                                           |                                           |
| Streckenlänge: | 232,5 km                                                                                  |                                           |                                           |
| Spurweite: | 1435 mm (Normalspur)                                                                      |                                           |                                           |
| Stromsystem: | seit 1923–1930:15 kV 16,7 Hz ~                                                            |                                           |                                           |
| Stromsystem: | Brig–Iselle 1906–1930, Sion–Brig 1919–1927: 3000–3300 V 16 Hz ∆                           |                                           |                                           |
| Maximale Neigung: | 25 ‰                                                                                      |                                           |                                           |
| Zweigleisigkeit: | Vallorbe–Domodossola I                                                                    |                                           |                                           |
| |                                                                                           |                                           |                                           |
| \| \| \| \| SNCF von Dijon \| \| \| \| \| Mont d’Or \| \| \| \| \| Staatsgrenze Frankreich–Schweiz \| \| \| \| \| \| \| \| \| 46,3 \| Vallorbe Eigentumsgrenze SNCF–SBB \| 807 m ü. M. \| \| \| \| Endpunkt R 3 , R 4 und R \| \| \| \| \| Staats- und Eigentumsgrenze SBB/SNCF \| \| \| \| \| nach Pontarlier \| \| \| \| \| Viadukt Le Day (152 m) \| \| \| \| 43,2 \| Le Day bis 2022 Keilbahnhof \| 787 m ü. M. \| \| \| \| Flügelung R 4 \| \| \| \| \| SBB/Travys nach Le Pont –Le Brassus R 4 R \| \| \| \| 41,2 \| Les Grands-Bois \| Les Grands-Bois \| \| \| \| Nanchau (132 m) \| \| \| \| \| Combes (100 m) \| \| \| \| 35,8 \| Bretonnières \| 673 m ü. M. \| \| \| 33,7 \| Croy-Romainmôtier \| 642 m ü. M. \| \| \| 27,6 \| Arnex \| 552 m ü. M. \| \| \| \| Nozon \| \| \| \| \| Moulin-Bornu (72 m) \| \| \| \| \| La Sarraz (148 m) \| \| \| \| 22,8 \| La Sarraz \| 485 m ü. M. \| \| \| 19,3 \| Daillens \| Daillens \| \| \| \| SBB von Biel/Bienne–Grandson R 1 R 2 \| \| \| \| 19,1 \| Daillens \| 445 m ü. M. \| \| \| \| \| \| \| \| \| Daillens-Poste Paketverteilzentrum \| \| \| \| \| \| \| \| \| \| MBC von Cossonay (Standseilbahn) \| \| \| \| 14,5 \| Cossonay-Penthalaz \| 428 m ü. M. \| \| \| 11,0 \| Vufflens-la-Ville \| 407 m ü. M. \| \| \| 9,9 \| Anschlussgleis \| Anschlussgleis \| \| \| 9,4 \| Vufflens-la-Ville \| 400 m ü. M. \| \| \| 6,914,9 \| Bussigny \| 407 m ü. M. \| \| \| 13,8 \| Lausanne-Triage Nord \| 400 m ü. M. \| \| \| \| Poimbœuf (63 / 70 m) \| \| \| \| \| Poudrière III (213 m) \| \| \| \| 13,2 \| Les Lécheires \| 399 m ü. M. \| \| \| 12,97,7 \| Lausanne-Triage D \| 397 m ü. M. \| \| \| \| SBB von Genève–Allaman R 5 R 6 \| \| \| \| 8,03[1]8,15[2] \| Denges \| Denges \| \| \| \| Fehlerprofil -0,01 \| \| \| \| \| \| \| \| \| \| nach/von Lausanne-Triage (Rangierbahnhof) \| \| \| \| \| Larges-Pièces (106 m) \| \| \| \| 6,1 \| Archy \| 404 m ü. M. \| \| \| \| Linie M1 der Métro Lausanne \| \| \| \| 4,51 \| Bahnhof Renens \| 416 m ü. M. \| \| \| 3,76[3]3,79[4] \| Renens-Est bifurcation \| 416 m ü. M. \| \| \| \| \| \| \| \| \| Galicien (147 m) \| \| \| \| 2,35 \| Prilly-Malley seit 2011 \| 430 m ü. M. \| \| \| 1,52-0,05 \| Lausanne-Sébeillon Güterbahnhof \| 450 m ü. M. \| \| \| \| Olivier Français (3796 m) \| \| \| \| \| Linie M1 der Métro Lausanne \| \| \| \| 3,97 \| Lausanne-Tridel Kehrichtverbrennung \| 595 m ü. M. \| \| \| 1,13 \| Lausanne bifurcation \| 442 m ü. M. \| \| \| 0,00 \| Lausanne \| 447 m ü. M. \| \| \| \| Linie M2 der Métro Lausanne \| \| \| \| \| SBB nach Palézieux R 5 R 6 –Bern \| \| \| \| 2,51 \| Pully \| 425 m ü. M. \| \| \| \| Paudèze (162 m) \| \| \| \| \| Paudex (72 m) \| \| \| \| 5,05 \| Lutry \| 402 m ü. M. \| \| \| \| Tour-de-Bertholod (126 m) \| \| \| \| 6,68 \| Villette VD \| 387 m ü. M. \| \| \| 8,52 \| Cully Endpunkt R 1 und R 2 \| 392 m ü. M. \| \| \| 9,98 \| Epesses \| 383 m ü. M. \| \| \| 13,55 \| Rivaz \| 377 m ü. M. \| \| \| 14,55 \| St-Saphorin \| 377 m ü. M. \| \| \| \| Fehlerprofil +0,02 \| \| \| \| \| SBB von Puidoux-Chexbres \| \| \| \| \| La Veveyse \| \| \| \| \| MVR von Blonay-Les Pléiades \| \| \| \| \| MVR von Mont Pèlerin (Standseilbahn) \| \| \| \| \| VMCV: Vevey Funiculaire \| \| \| \| 18,40 \| Vevey \| 386 m ü. M. \| \| \| 19,90 \| La Tour-de-Peilz \| 390 m ü. M. \| \| \| 21,53 \| Burier \| 396 m ü. M. \| \| \| \| Crêtes (302 m) \| \| \| \| \| CCB von Blonay \| \| \| \| 23,10 \| Clarens \| 400 m ü. M. \| \| \| \| CCB: Clarens Lac \| \| \| \| 23,88 \| Vernex (Spurwechsel) \| Vernex (Spurwechsel) \| \| \| 24,54 \| Montreux \| 395 m ü. M. \| \| \| \| TP: Trait–Planches \| \| \| \| \| MVR nach Rochers de Naye \| \| \| \| \| MOB nach Zweisimmen \| \| \| \| \| Kreuzung mit VMCV \| \| \| \| \| MVR nach Glion (Standseilbahn) \| \| \| \| 26,02 \| Territet \| 386 m ü. M. \| \| \| \| TMF nach Mont Fleuri (Standseilbahn)[5] \| \| \| \| 27,09 \| Veytaux-Chillon \| 380 m ü. M. \| \| \| \| VMCV \| \| \| \| 29,34 \| Villeneuve \| 375 m ü. M. \| \| \| 33,84 \| Roche VD \| 380 m ü. M. \| \| \| 37,71 \| Yvorne \| 395 m ü. M. \| \| \| \| TPC von Leysin-Grand-Hôtel \| \| \| \| 39,31 \| Aigle \| 404 m ü. M. \| \| \| \| TPC nach Les Diablerets \| \| \| \| 43,60 \| St-Triphon ehemaliger Bahnhof \| 391 m ü. M. \| \| \| \| TPC nach Champery \| \| \| \| \| TPC von Col de Bretaye \| \| \| \| 47,56 \| Bex \| 411 m ü. M. \| \| \| 49,42 \| Massongex (87 / 87 m) über Rhone \| Massongex (87 / 87 m) über Rhone \| \| \| \| Grenze VD-VS \| \| \| \| \| SBB von Saint-Gingolph \| \| \| \| 50,07 \| Les Paluds \| 408 m ü. M. \| \| \| \| St-Maurice (490 m) \| \| \| \| 51,56 \| St-Maurice Endpunkt R 3 und R 4 \| 422 m ü. M. \| \| \| 57,86 \| Evionnaz \| 449 m ü. M. \| \| \| 61,51 \| Vernayaz \| 452 m ü. M. \| \| \| \| TMR von Le Châtelard \| \| \| \| 66,50 \| Martigny \| 467 m ü. M. \| \| \| \| TrMB nach Martigny-Bourg \| \| \| \| \| TMR nach Orsières und Le Châble \| \| \| \| 70,86 \| Charrat-Fully \| 461 m ü. M. \| \| \| 75,27 \| Saxon \| 465 m ü. M. \| \| \| 79,57 \| Riddes Seilbahn nach Isérables \| 471 m ü. M. \| \| \| \| Rhône Riddes (66 / 66 m) \| \| \| \| \| Zavannens (276 m) \| \| \| \| 82,12 \| Chamoson \| 488 m ü. M. \| \| \| 85,31 \| Ardon \| 488 m ü. M. \| \| \| 88,07 \| Châteauneuf-Conthey \| 489 m ü. M. \| \| \| 92,43 \| Sion \| 491 m ü. M. \| \| \| 98,15 \| St-Léonard \| 505 m ü. M. \| \| \| 101,56 \| Granges-Lens \| 508 m ü. M. \| \| \| \| SMC nach Montana-Crans (Standseilbahn) \| \| \| \| 108,13 \| Sierre/Siders \| 523 m ü. M. \| \| \| \| Gobet (251 m) \| \| \| \| \| Fehlerprofil -0,04 \| \| \| \| \| Raspille (80 m) \| \| \| \| 112,25 \| Salgesch \| 576 m ü. M. \| \| \| \| Neubaustrecke Salgesch–Leuk seit 2004 \| \| \| \| \| Varonne (137 / 2816 m) \| \| \| \| \| Dala (79 m) \| \| \| \| \| Leuk (125 / 1388 m) \| \| \| \| \| Rhône Leuk (180 m) \| \| \| \| \| LLB nach Leukerbad bis 1967 \| \| \| \| 117,58 \| Leuk \| 623 m ü. M. \| \| \| \| Fehlerprofil -0,04 \| \| \| \| 122,11 \| Turtmann \| 624 m ü. M. \| \| \| \| Fehlerprofil -0,01 \| \| \| \| 125,87 \| Gampel-Steg \| 632 m ü. M. \| \| \| 130,09 \| Raron LSB nach Eischoll \| 639 m ü. M. \| \| \| \| BLS (Lötschberg-Basistunnel) von Spiez \| \| \| \| 130,09 \| St. German \| 647 m ü. M. \| \| \| \| Fehlerprofil -0,01 \| \| \| \| \| Vispa (45 / 45 / 45 m) \| \| \| \| \| MGB von Zermatt \| \| \| \| 136,66 \| Visp \| 647 m ü. M. \| \| \| 141,1 \| Gamsen SBB \| 661 m ü. M. \| \| \| \| BLS (Lötschberg-Bergstrecke) von Spiez \| \| \| \| \| MGB bis 2007 über Naters \| \| \| \| 145,55 \| Brig (Autoverlad ) \| 678 m ü. M. \| \| \| \| MGB nach Andermatt \| \| \| \| 147.15 \| Brig Tunnel \| 682 m ü. M. \| \| \| \| \| \| \| \| \| Simplon (19'823 / 19'803 m) \| \| \| \| 156,24 \| Staatsgrenze Schweiz–Italien \| Staatsgrenze Schweiz–Italien \| \| \| 156,34 \| Stazione della Galleria \| 700 m ü. M. \| \| \| 156,77 \| Scheitelpunkt \| 702 m ü. M. \| \| \| \| \| \| \| \| \| \| \| \| \| \| Iselle (169 m) \| \| \| \| 167,2219,06 \| Iselle di Trasquera (Autoverlad ) \| 630 m ü. M. \| \| \| \| Eigentumsgrenze SBB–RFI \| \| \| \| \| Trasquera (1792 m) \| \| \| \| \| \| \| \| \| \| Varzo elicoidale (ca. 3 km) \| \| \| \| \| Kehrtunnel \| \| \| \| 12,55 \| Varzo \| 529 m s.l.m. \| \| \| \| Varzo (81 m) \| \| \| \| \| Galleria Mognatta (422 m) \| \| \| \| \| Galleria Gabbio Mollo (568 m) \| \| \| \| \| S. Giovanni (425 m) \| \| \| \| \| Diveria (40 m) \| \| \| \| \| Galleria Rio Confinale (51 m) \| \| \| \| \| Preglia/Rio Rido (2327 m) \| \| \| \| \| Preglia (82 m) \| \| \| \| 3,83 \| Preglia \| 331 m s.l.m. \| \| \| \| Bogna (96 m) \| \| \| \| \| \| \| \| \| 0,005,06 \| Domodossola I \| 270 m s.l.m. \| \| \| \| SSIF/FART nach Locarno \| \| \| \| \| Via Torino (335 m) \| \| \| \| \| RFI nach Novara \| \| \| \| \| \| \| \| \| \| Toce (298 m) \| \| \| \| 0,00 \| Domodossola II Rangierbahnhof \| 239 m s.l.m. \| \| \| \| RFI nach Mailand \| \| |                                                                                           |                                           |                                           |
| Strecke |                                                                                           | SNCF von Dijon                            | SNCF von Dijon                            |
| Tunnelanfang |                                                                                           | Mont d’Or                                 | Mont d’Or                                 |
| Grenze (im Tunnel) |                                                                                           | Staatsgrenze Frankreich–Schweiz           | Staatsgrenze Frankreich–Schweiz           |
| Tunnelende |                                                                                           |                                           |                                           |
| | 46,3                                                                                      | Vallorbe Eigentumsgrenze SNCF–SBB         | 807 m ü. M.                               |
| Strecke |                                                                                           | Endpunkt R 3 , R 4 und R                  | Endpunkt R 3 , R 4 und R                  |
| Abzweig geradeaus und ehemals nach links · Grenze quer (Strecke außer Betrieb) · Strecke von rechts (außer Betrieb) |                                                                                           | Staats- und Eigentumsgrenze SBB/SNCF      | Staats- und Eigentumsgrenze SBB/SNCF      |
| Strecke · Strecke nach links (außer Betrieb) |                                                                                           | nach Pontarlier                           | nach Pontarlier                           |
| Brücke über Wasserlauf |                                                                                           | Viadukt Le Day (152 m)                    | Viadukt Le Day (152 m)                    |
| Bahnhof | 43,2                                                                                      | Le Day bis 2022 Keilbahnhof               | 787 m ü. M.                               |
| Strecke |                                                                                           | Flügelung R 4                             | Flügelung R 4                             |
| Abzweig geradeaus und nach rechts |                                                                                           | SBB/Travys nach Le Pont –Le Brassus R 4 R | SBB/Travys nach Le Pont –Le Brassus R 4 R |
| ehemaliger Dienststation / Betriebs- oder Güterbahnhof | 41,2                                                                                      | Les Grands-Bois                           | Les Grands-Bois                           |
| Tunnel |                                                                                           | Nanchau (132 m)                           | Nanchau (132 m)                           |
| Tunnel |                                                                                           | Combes (100 m)                            | Combes (100 m)                            |
| Haltepunkt / Haltestelle | 35,8                                                                                      | Bretonnières                              | 673 m ü. M.                               |
| Bahnhof | 33,7                                                                                      | Croy-Romainmôtier                         | 642 m ü. M.                               |
| Haltepunkt / Haltestelle | 27,6                                                                                      | Arnex                                     | 552 m ü. M.                               |
| Brücke über Wasserlauf |                                                                                           | Nozon                                     | Nozon                                     |
| Tunnel |                                                                                           | Moulin-Bornu (72 m)                       | Moulin-Bornu (72 m)                       |
| Tunnel |                                                                                           | La Sarraz (148 m)                         | La Sarraz (148 m)                         |
| Bahnhof | 22,8                                                                                      | La Sarraz                                 | 485 m ü. M.                               |
| ehemaliger Haltepunkt / Haltestelle | 19,3                                                                                      | Daillens                                  | Daillens                                  |
| Abzweig geradeaus und von links |                                                                                           | SBB von Biel/Bienne–Grandson R 1 R 2      | SBB von Biel/Bienne–Grandson R 1 R 2      |
| Dienststation / Betriebs- oder Güterbahnhof | 19,1                                                                                      | Daillens                                  | 445 m ü. M.                               |
| |                                                                                           |                                           |                                           |
| Dienststation / Betriebs- oder Güterbahnhof · Strecke |                                                                                           | Daillens-Poste Paketverteilzentrum        | Daillens-Poste Paketverteilzentrum        |
| |                                                                                           |                                           |                                           |
| U-Bahn-Strecke von rechts · Strecke |                                                                                           | MBC von Cossonay (Standseilbahn)          | MBC von Cossonay (Standseilbahn)          |
| U-Bahn-Kopfbahnhof Streckenende · Bahnhof | 14,5                                                                                      | Cossonay-Penthalaz                        | 428 m ü. M.                               |
| Haltepunkt / Haltestelle | 11,0                                                                                      | Vufflens-la-Ville                         | 407 m ü. M.                               |
| Abzweig geradeaus und von rechts | 9,9                                                                                       | Anschlussgleis                            | Anschlussgleis                            |
| Dienststation / Betriebs- oder Güterbahnhof | 9,4                                                                                       | Vufflens-la-Ville                         | 400 m ü. M.                               |
| Bahnhof | 6,914,9                                                                                   | Bussigny                                  | 407 m ü. M.                               |
| Strecke von links · Dienststation / Betriebs- oder Güterbahnhof quer · Abzweig geradeaus und nach rechts | 13,8                                                                                      | Lausanne-Triage Nord                      | 400 m ü. M.                               |
| Brücke · Strecke |                                                                                           | Poimbœuf (63 / 70 m)                      | Poimbœuf (63 / 70 m)                      |
| Brücke · Strecke |                                                                                           | Poudrière III (213 m)                     | Poudrière III (213 m)                     |
| Dienststation / Betriebs- oder Güterbahnhof · Strecke | 13,2                                                                                      | Les Lécheires                             | 399 m ü. M.                               |
| Dienststation / Betriebs- oder Güterbahnhof · Strecke | 12,97,7                                                                                   | Lausanne-Triage D                         | 397 m ü. M.                               |
| Strecke von rechts · Strecke · Strecke |                                                                                           | SBB von Genève–Allaman R 5 R 6            | SBB von Genève–Allaman R 5 R 6            |
| Dienststation / Betriebs- oder Güterbahnhof · Strecke · Strecke | 8,038,15                                                                                  | Denges                                    | Denges                                    |
| Abzweig geradeaus und nach links · Abzweig geradeaus und nach rechts · Kilometer-Wechsel |                                                                                           | Fehlerprofil -0,01                        | Fehlerprofil -0,01                        |
| Strecke nach links · Kreuzung geradeaus oben · Strecke von rechts · Strecke |                                                                                           |                                           |                                           |
| Strecke quer · Abzweig quer und nach rechts · Abzweig geradeaus und von rechts · Strecke |                                                                                           | nach/von Lausanne-Triage (Rangierbahnhof) | nach/von Lausanne-Triage (Rangierbahnhof) |
| Brücke · Strecke |                                                                                           | Larges-Pièces (106 m)                     | Larges-Pièces (106 m)                     |
| Dienststation / Betriebs- oder Güterbahnhof · Strecke | 6,1                                                                                       | Archy                                     | 404 m ü. M.                               |
| U-Bahn-Strecke von rechts |                                                                                           | Linie M1 der Métro Lausanne               | Linie M1 der Métro Lausanne               |
| U-Bahn-Kopfbahnhof Streckenende · Bahnhof | 4,51                                                                                      | Bahnhof Renens                            | 416 m ü. M.                               |
| Dienststation / Betriebs- oder Güterbahnhof | 3,763,79                                                                                  | Renens-Est bifurcation                    | 416 m ü. M.                               |
| |                                                                                           |                                           |                                           |
| Strecke · Brücke |                                                                                           | Galicien (147 m)                          | Galicien (147 m)                          |
| Haltepunkt / Haltestelle · Strecke | 2,35                                                                                      | Prilly-Malley seit 2011                   | 430 m ü. M.                               |
| Strecke · Dienststation / Betriebs- oder Güterbahnhof | 1,52-0,05                                                                                 | Lausanne-Sébeillon Güterbahnhof           | 450 m ü. M.                               |
| Strecke · Abzweig geradeaus und nach links · Strecke geradeaus und quer (im Tunnel) · Strecke von rechts (im Tunnel) |                                                                                           | Olivier Français (3796 m)                 | Olivier Français (3796 m)                 |
| Kreuzung mit U-Bahn geradeaus unten · Kreuzung mit U-Bahn geradeaus unten · Strecke (im Tunnel) |                                                                                           | Linie M1 der Métro Lausanne               | Linie M1 der Métro Lausanne               |
| Betriebs-/Güterbahnhof Streckenende | 3,97                                                                                      | Lausanne-Tridel Kehrichtverbrennung       | 595 m ü. M.                               |
| Dienststation / Betriebs- oder Güterbahnhof · U-Bahn-Strecke geradeaus (im Tunnel) | 1,13                                                                                      | Lausanne bifurcation                      | 442 m ü. M.                               |
| U-Bahn-Strecke von links (im Tunnel) · Turmbahnhof mit U-Bahn mit Tunnelstrecke · U-Bahn-Bahnhof quer (im Tunnel) · U-Bahn-Abzweig geradeaus und von rechts (im Tunnel) | 0,00                                                                                      | Lausanne                                  | 447 m ü. M.                               |
| U-Bahn-Strecke (im Tunnel) · Strecke · U-Bahn-Bahnhof (im Tunnel) |                                                                                           | Linie M2 der Métro Lausanne               | Linie M2 der Métro Lausanne               |
| Abzweig geradeaus und nach links |                                                                                           | SBB nach Palézieux R 5 R 6 –Bern          | SBB nach Palézieux R 5 R 6 –Bern          |
| Bahnhof | 2,51                                                                                      | Pully                                     | 425 m ü. M.                               |
| Brücke über Wasserlauf |                                                                                           | Paudèze (162 m)                           | Paudèze (162 m)                           |
| Tunnel |                                                                                           | Paudex (72 m)                             | Paudex (72 m)                             |
| Bahnhof | 5,05                                                                                      | Lutry                                     | 402 m ü. M.                               |
| Tunnel |                                                                                           | Tour-de-Bertholod (126 m)                 | Tour-de-Bertholod (126 m)                 |
| Haltepunkt / Haltestelle | 6,68                                                                                      | Villette VD                               | 387 m ü. M.                               |
| Bahnhof | 8,52                                                                                      | Cully Endpunkt R 1 und R 2                | 392 m ü. M.                               |
| Haltepunkt / Haltestelle | 9,98                                                                                      | Epesses                                   | 383 m ü. M.                               |
| Bahnhof | 13,55                                                                                     | Rivaz                                     | 377 m ü. M.                               |
| Haltepunkt / Haltestelle | 14,55                                                                                     | St-Saphorin                               | 377 m ü. M.                               |
| Kilometer-Wechsel |                                                                                           | Fehlerprofil +0,02                        | Fehlerprofil +0,02                        |
| Abzweig geradeaus und von links |                                                                                           | SBB von Puidoux-Chexbres                  | SBB von Puidoux-Chexbres                  |
| Brücke über Wasserlauf |                                                                                           | La Veveyse                                | La Veveyse                                |
| Strecke · Strecke von links |                                                                                           | MVR von Blonay-Les Pléiades               | MVR von Blonay-Les Pléiades               |
| Strecke · Strecke · Strecke von links |                                                                                           | MVR von Mont Pèlerin (Standseilbahn)      | MVR von Mont Pèlerin (Standseilbahn)      |
| U-Bahn-Haltepunkt / Haltestelle Streckenanfang (Strecke außer Betrieb) · Strecke · Strecke · Kopfbahnhof Streckenende |                                                                                           | VMCV: Vevey Funiculaire                   | VMCV: Vevey Funiculaire                   |
| U-Bahn-Haltepunkt / Haltestelle (Strecke außer Betrieb) · Bahnhof · Kopfbahnhof Streckenende | 18,40                                                                                     | Vevey                                     | 386 m ü. M.                               |
| Haltepunkt / Haltestelle | 19,90                                                                                     | La Tour-de-Peilz                          | 390 m ü. M.                               |
| Haltepunkt / Haltestelle | 21,53                                                                                     | Burier                                    | 396 m ü. M.                               |
| Tunnel |                                                                                           | Crêtes (302 m)                            | Crêtes (302 m)                            |
| Strecke · U-Bahn-Strecke von links (außer Betrieb) |                                                                                           | CCB von Blonay                            | CCB von Blonay                            |
| Bahnhof · U-Bahn-Haltepunkt / Haltestelle (Strecke außer Betrieb) | 23,10                                                                                     | Clarens                                   | 400 m ü. M.                               |
| ehemaliger U-Bahn-Turmhaltepunkt links (Strecke geradeaus außer Betrieb) · Kreuzung mit U-Bahn geradeaus oben (Querstrecke außer Betrieb) · U-Bahn-Strecke nach rechts (außer Betrieb) |                                                                                           | CCB: Clarens Lac                          | CCB: Clarens Lac                          |
| Dienststation / Betriebs- oder Güterbahnhof | 23,88                                                                                     | Vernex (Spurwechsel)                      | Vernex (Spurwechsel)                      |
| Haltepunkt / Haltestelle · Kopfbahnhof Streckenanfang · Kopfbahnhof Streckenanfang | 24,54                                                                                     | Montreux                                  | 395 m ü. M.                               |
| Kopfbahnhof Streckenanfang und quer (Strecke außer Betrieb) · Kreuzung geradeaus oben (Querstrecke außer Betrieb) · Kopfbahnhof Streckenende und quer (Strecke außer Betrieb) · Strecke · Strecke |                                                                                           | TP: Trait–Planches                        | TP: Trait–Planches                        |
| Strecke · Strecke · Strecke nach links |                                                                                           | MVR nach Rochers de Naye                  | MVR nach Rochers de Naye                  |
| Strecke · Strecke nach links |                                                                                           | MOB nach Zweisimmen                       | MOB nach Zweisimmen                       |
| Kreuzung mit U-Bahn (Querstrecke außer Betrieb) · U-Bahn-Strecke von rechts (außer Betrieb) |                                                                                           | Kreuzung mit VMCV                         | Kreuzung mit VMCV                         |
| Strecke · U-Bahn-Strecke (außer Betrieb) · U-Bahn-Strecke von links |                                                                                           | MVR nach Glion (Standseilbahn)            | MVR nach Glion (Standseilbahn)            |
| Haltepunkt / Haltestelle · U-Bahn-Haltepunkt / Haltestelle (Strecke außer Betrieb) · U-Bahn-Kopfbahnhof Streckenende · U-Bahn-Kopfbahnhof Streckenanfang (Strecke außer Betrieb) | 26,02                                                                                     | Territet                                  | 386 m ü. M.                               |
| Strecke · U-Bahn-Strecke nach links (außer Betrieb) |                                                                                           | TMF nach Mont Fleuri (Standseilbahn)      | TMF nach Mont Fleuri (Standseilbahn)      |
| Haltepunkt / Haltestelle | 27,09                                                                                     | Veytaux-Chillon                           | 380 m ü. M.                               |
| U-Bahn-Strecke von links (außer Betrieb) · Kreuzung mit U-Bahn geradeaus unten (Querstrecke außer Betrieb) |                                                                                           | VMCV                                      | VMCV                                      |
| U-Bahn-Haltepunkt / Haltestelle Streckenende (Strecke außer Betrieb) · Bahnhof | 29,34                                                                                     | Villeneuve                                | 375 m ü. M.                               |
| Bahnhof | 33,84                                                                                     | Roche VD                                  | 380 m ü. M.                               |
| ehemaliger Haltepunkt / Haltestelle | 37,71                                                                                     | Yvorne                                    | 395 m ü. M.                               |
| Strecke · Strecke von links |                                                                                           | TPC von Leysin-Grand-Hôtel                | TPC von Leysin-Grand-Hôtel                |
| Bahnhof · Bahnhof | 39,31                                                                                     | Aigle                                     | 404 m ü. M.                               |
| Strecke |                                                                                           | TPC nach Les Diablerets                   | TPC nach Les Diablerets                   |
| Dienststation / Betriebs- oder Güterbahnhof | 43,60                                                                                     | St-Triphon ehemaliger Bahnhof             | 391 m ü. M.                               |
| Kreuzung geradeaus unten |                                                                                           | TPC nach Champery                         | TPC nach Champery                         |
| Strecke · Strecke von links |                                                                                           | TPC von Col de Bretaye                    | TPC von Col de Bretaye                    |
| Bahnhof · Kopfbahnhof Streckenende | 47,56                                                                                     | Bex                                       | 411 m ü. M.                               |
| Grenze auf Brücke über Wasserlauf | 49,42                                                                                     | Massongex (87 / 87 m) über Rhone          | Massongex (87 / 87 m) über Rhone          |
| Strecke |                                                                                           | Grenze VD-VS                              | Grenze VD-VS                              |
| Abzweig geradeaus und von rechts |                                                                                           | SBB von Saint-Gingolph                    | SBB von Saint-Gingolph                    |
| Dienststation / Betriebs- oder Güterbahnhof | 50,07                                                                                     | Les Paluds                                | 408 m ü. M.                               |
| Tunnel |                                                                                           | St-Maurice (490 m)                        | St-Maurice (490 m)                        |
| Bahnhof | 51,56                                                                                     | St-Maurice Endpunkt R 3 und R 4           | 422 m ü. M.                               |
| Bahnhof | 57,86                                                                                     | Evionnaz                                  | 449 m ü. M.                               |
| Bahnhof | 61,51                                                                                     | Vernayaz                                  | 452 m ü. M.                               |
| Strecke von rechts · Strecke |                                                                                           | TMR von Le Châtelard                      | TMR von Le Châtelard                      |
| Kopfbahnhof mit U-Bahn Strecke ab hier außer Betrieb · Bahnhof | 66,50                                                                                     | Martigny                                  | 467 m ü. M.                               |
| U-Bahn-Strecke nach rechts (außer Betrieb) · Strecke |                                                                                           | TrMB nach Martigny-Bourg                  | TrMB nach Martigny-Bourg                  |
| Abzweig geradeaus und nach rechts |                                                                                           | TMR nach Orsières und Le Châble           | TMR nach Orsières und Le Châble           |
| Bahnhof | 70,86                                                                                     | Charrat-Fully                             | 461 m ü. M.                               |
| Bahnhof | 75,27                                                                                     | Saxon                                     | 465 m ü. M.                               |
| Bahnhof | 79,57                                                                                     | Riddes Seilbahn nach Isérables            | 471 m ü. M.                               |
| Brücke über Wasserlauf |                                                                                           | Rhône Riddes (66 / 66 m)                  | Rhône Riddes (66 / 66 m)                  |
| Tunnel |                                                                                           | Zavannens (276 m)                         | Zavannens (276 m)                         |
| Haltepunkt / Haltestelle | 82,12                                                                                     | Chamoson                                  | 488 m ü. M.                               |
| Bahnhof | 85,31                                                                                     | Ardon                                     | 488 m ü. M.                               |
| Bahnhof | 88,07                                                                                     | Châteauneuf-Conthey                       | 489 m ü. M.                               |
| Bahnhof | 92,43                                                                                     | Sion                                      | 491 m ü. M.                               |
| Bahnhof | 98,15                                                                                     | St-Léonard                                | 505 m ü. M.                               |
| Dienststelle, ehemals Bahnhof | 101,56                                                                                    | Granges-Lens                              | 508 m ü. M.                               |
| Strecke · U-Bahn-Strecke von links |                                                                                           | SMC nach Montana-Crans (Standseilbahn)    | SMC nach Montana-Crans (Standseilbahn)    |
| Bahnhof · U-Bahn-Kopfbahnhof Streckenanfang und quer · U-Bahn-Strecke nach rechts | 108,13                                                                                    | Sierre/Siders                             | 523 m ü. M.                               |
| Tunnel |                                                                                           | Gobet (251 m)                             | Gobet (251 m)                             |
| Kilometer-Wechsel |                                                                                           | Fehlerprofil -0,04                        | Fehlerprofil -0,04                        |
| Tunnel |                                                                                           | Raspille (80 m)                           | Raspille (80 m)                           |
| Haltepunkt / Haltestelle | 112,25                                                                                    | Salgesch                                  | 576 m ü. M.                               |
| |                                                                                           | Neubaustrecke Salgesch–Leuk seit 2004     |                                           |
| Tunnel (Strecke außer Betrieb) · Tunnel |                                                                                           | Varonne (137 / 2816 m)                    | Varonne (137 / 2816 m)                    |
| Brücke über Wasserlauf (Strecke außer Betrieb) · Brücke über Wasserlauf |                                                                                           | Dala (79 m)                               | Dala (79 m)                               |
| Tunnel (Strecke außer Betrieb) · Tunnel |                                                                                           | Leuk (125 / 1388 m)                       | Leuk (125 / 1388 m)                       |
| Brücke über Wasserlauf (Strecke außer Betrieb) · Brücke über Wasserlauf |                                                                                           | Rhône Leuk (180 m)                        | Rhône Leuk (180 m)                        |
| Strecke von links (außer Betrieb) |                                                                                           | LLB nach Leukerbad bis 1967               | LLB nach Leukerbad bis 1967               |
| Bahnhof · Kopfbahnhof Streckenende (Strecke außer Betrieb) | 117,58                                                                                    | Leuk                                      | 623 m ü. M.                               |
| Kilometer-Wechsel |                                                                                           | Fehlerprofil -0,04                        | Fehlerprofil -0,04                        |
| Bahnhof | 122,11                                                                                    | Turtmann                                  | 624 m ü. M.                               |
| Kilometer-Wechsel |                                                                                           | Fehlerprofil -0,01                        | Fehlerprofil -0,01                        |
| Bahnhof | 125,87                                                                                    | Gampel-Steg                               | 632 m ü. M.                               |
| Bahnhof | 130,09                                                                                    | Raron LSB nach Eischoll                   | 639 m ü. M.                               |
| Abzweig geradeaus und von links |                                                                                           | BLS (Lötschberg-Basistunnel) von Spiez    | BLS (Lötschberg-Basistunnel) von Spiez    |
| Dienststation / Betriebs- oder Güterbahnhof | 130,09                                                                                    | St. German                                | 647 m ü. M.                               |
| Kilometer-Wechsel |                                                                                           | Fehlerprofil -0,01                        | Fehlerprofil -0,01                        |
| Brücke über Wasserlauf |                                                                                           | Vispa (45 / 45 / 45 m)                    | Vispa (45 / 45 / 45 m)                    |
| Strecke von rechts · Strecke |                                                                                           | MGB von Zermatt                           | MGB von Zermatt                           |
| Bahnhof | 136,66                                                                                    | Visp                                      | 647 m ü. M.                               |
| Dienststation / Betriebs- oder Güterbahnhof | 141,1                                                                                     | Gamsen SBB                                | 661 m ü. M.                               |
| Abzweig geradeaus und von links |                                                                                           | BLS (Lötschberg-Bergstrecke) von Spiez    | BLS (Lötschberg-Bergstrecke) von Spiez    |
| Kreuzung geradeaus oben (Querstrecke außer Betrieb) · Strecke von rechts (außer Betrieb) |                                                                                           | MGB bis 2007 über Naters                  | MGB bis 2007 über Naters                  |
| Bahnhof · Bahnhof · Strecke (außer Betrieb) | 145,55                                                                                    | Brig (Autoverlad )                        | 678 m ü. M.                               |
| Strecke nach links · Kreuzung geradeaus oben · Abzweig quer und ehemals nach links |                                                                                           | MGB nach Andermatt                        | MGB nach Andermatt                        |
| Dienststation / Betriebs- oder Güterbahnhof | 147.15                                                                                    | Brig Tunnel                               | 682 m ü. M.                               |
| |                                                                                           |                                           |                                           |
| Strecke geradeaus (im Tunnel) · Tunnelanfang |                                                                                           | Simplon (19'823 / 19'803 m)               | Simplon (19'823 / 19'803 m)               |
| Grenze (im Tunnel) · Grenze (im Tunnel) | 156,24                                                                                    | Staatsgrenze Schweiz–Italien              | Staatsgrenze Schweiz–Italien              |
| Dienststation / Betriebs- oder Güterbahnhof (im Tunnel) · Dienststation / Betriebs- oder Güterbahnhof (im Tunnel) | 156,34                                                                                    | Stazione della Galleria                   | 700 m ü. M.                               |
| Kulminations-/Scheitelpunkt (im Tunnel) · Kulminations-/Scheitelpunkt (im Tunnel) | 156,77                                                                                    | Scheitelpunkt                             | 702 m ü. M.                               |
| Strecke (im Tunnel) · Strecke (im Tunnel) |                                                                                           |                                           |                                           |
| |                                                                                           |                                           |                                           |
| Tunnel |                                                                                           | Iselle (169 m)                            | Iselle (169 m)                            |
| | 167,2219,06                                                                               | Iselle di Trasquera (Autoverlad )         | 630 m ü. M.                               |
| Strecke |                                                                                           | Eigentumsgrenze SBB–RFI                   | Eigentumsgrenze SBB–RFI                   |
| Tunnelanfang |                                                                                           | Trasquera (1792 m)                        | Trasquera (1792 m)                        |
| Strecke von links (im Tunnel) · Kreuzung mit Tunnelstrecke (im Tunnel) · Strecke von rechts (im Tunnel) |                                                                                           |                                           |                                           |
| Tunnelende · Strecke (im Tunnel) · Strecke (im Tunnel) |                                                                                           | Varzo elicoidale (ca. 3 km)               | Varzo elicoidale (ca. 3 km)               |
| Strecke · Tunnelanfang · Strecke (im Tunnel) |                                                                                           | Kehrtunnel                                | Kehrtunnel                                |
| Bahnhof · Strecke nach links (im Tunnel) · Strecke nach rechts (im Tunnel) | 12,55                                                                                     | Varzo                                     | 529 m s.l.m.                              |
| Tunnel |                                                                                           | Varzo (81 m)                              | Varzo (81 m)                              |
| Tunnel |                                                                                           | Galleria Mognatta (422 m)                 | Galleria Mognatta (422 m)                 |
| Tunnel |                                                                                           | Galleria Gabbio Mollo (568 m)             | Galleria Gabbio Mollo (568 m)             |
| Tunnel |                                                                                           | S. Giovanni (425 m)                       | S. Giovanni (425 m)                       |
| Brücke über Wasserlauf |                                                                                           | Diveria (40 m)                            | Diveria (40 m)                            |
| Tunnel |                                                                                           | Galleria Rio Confinale (51 m)             | Galleria Rio Confinale (51 m)             |
| Tunnel |                                                                                           | Preglia/Rio Rido (2327 m)                 | Preglia/Rio Rido (2327 m)                 |
| Brücke |                                                                                           | Preglia (82 m)                            | Preglia (82 m)                            |
| Bahnhof | 3,83                                                                                      | Preglia                                   | 331 m s.l.m.                              |
| Brücke über Wasserlauf |                                                                                           | Bogna (96 m)                              | Bogna (96 m)                              |
| Abzweig geradeaus und nach links · Strecke quer · Strecke von rechts |                                                                                           |                                           |                                           |
| Bahnhof · Kopfbahnhof Streckenanfang (im Tunnel) · Strecke | 0,005,06                                                                                  | Domodossola I                             | 270 m s.l.m.                              |
| Strecke · Strecke nach links (im Tunnel) · Kreuzung mit Tunnelstrecke · Strecke geradeaus und quer (im Tunnel) |                                                                                           | SSIF/FART nach Locarno                    | SSIF/FART nach Locarno                    |
| Strecke · Brücke |                                                                                           | Via Torino (335 m)                        | Via Torino (335 m)                        |
| |                                                                                           | RFI nach Novara                           |                                           |
| |                                                                                           |                                           |                                           |
| Brücke über Wasserlauf |                                                                                           | Toce (298 m)                              | Toce (298 m)                              |
| Dienststation / Betriebs- oder Güterbahnhof | 0,00                                                                                      | Domodossola II Rangierbahnhof             | 239 m s.l.m.                              |
| Strecke nach links |                                                                                           | RFI nach Mailand                          | RFI nach Mailand                          |

Die Simplonlinie (französisch Ligne du Simplon, auch Simplonstrecke genannt – wobei letzteres im engeren Sinne nur den Streckenabschnitt zwischen Brig und Domodossola meint) ist eine aus mehreren Abschnitten bestehende Hauptbahnstrecke in der Schweiz und in Italien und dient als Zubringer der Genferseeregion und Paris über den Simplontunnel nach Norditalien. Sie ist (bis Iselle) im Eigentum der SBB und wird auch von dieser bis in den Bahnhof Domodossola betrieben. Die gesamte Strecke führt von Vallorbe an der französischen Grenze nach Domodossola in Italien.

## Geschichte

### Vallorbe–Lausanne
1855 wurde der Abschnitt Cossonay–Bussigny-près-Lausanne im Zuge des Streckenbaus der Jurasüdfusslinie von der OS eröffnet. 1856 folgte die Verbindungskurve Bussigny–Lausanne. 1870 wurde der Betrieb auf der Strecke Cossonay–Vallorbe aufgenommen. 1875 wurde die grenzüberschreitende Verbindung mit dem Tunnel des Col de Jougne eröffnet und somit den Anschluss ans französische Schienennetz hergestellt. Die Züge von Frankreich in die Schweiz mussten jedoch bis 1915 eine Spitzkehre machen, ehe mit dem Tunnel du Mont d’Or und der Neubaustrecke nach Frasne eine direkte Linienführung möglich war. Die SNCF behielt die Strecke nach Pontarlier zunächst bei, diese erlitt jedoch im Zweiten Weltkrieg starke Beschädigungen, unter anderem Sprengung des Jougne-Tunnel, und wurde nicht wieder aufgebaut.

### Lausanne–Brig

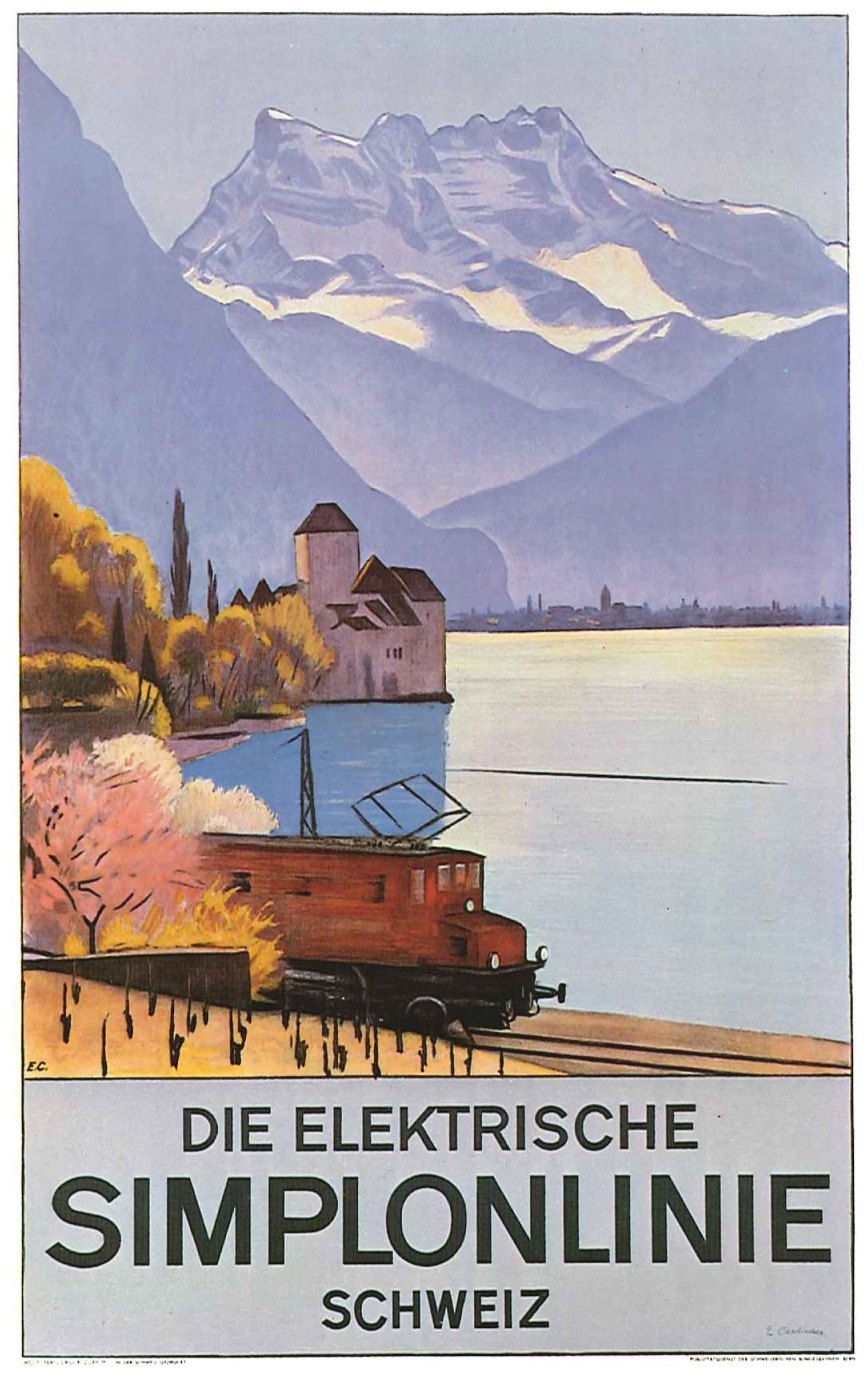
Plakat von 1928

Das erste Teilstück der Linie ging am 10. Juni 1857 in Betrieb, als die Compagnie de l’Ouest Suisse das Teilstück Villeneuve–Bex eröffnete. Vollendet wurde die Linie durch die OS, die Ligne d’Italie und die Simplonbahn in weiteren Etappen bis zum Lückenschluss Leuk – Brig 1878. Der durchgehende Ausbau auf Doppelspur zwischen Lausanne und Brig war 2004 vollzogen.
1913 war der Bau der Lötschberg-Bergstrecke vollendet und somit der Bahnhof Brig zum neuen Knotenbahnhof ausgebaut. Nachdem 1919 der Abschnitt Sion–Brig mit 3000 Volt 16 Hertz Drehstrom elektrifiziert worden war, wurde die Strecke zwischen 1923 und 1927 durchgehend mit dem heute bei den SBB üblichen Einphasenwechselstrom 15 kV 16 2/3 Hz elektrifiziert. Die Drehstromstrecke wurde als letztes auf Wechselstrom umgestellt.
Mit der Eröffnung des Lötschberg-Basistunnels 2007 wurde der Bahnhof Visp zum neuen Umsteigeknoten aus der Region Bern nach Zermatt sowie in Richtung Sion.

### Brig–Domodossola

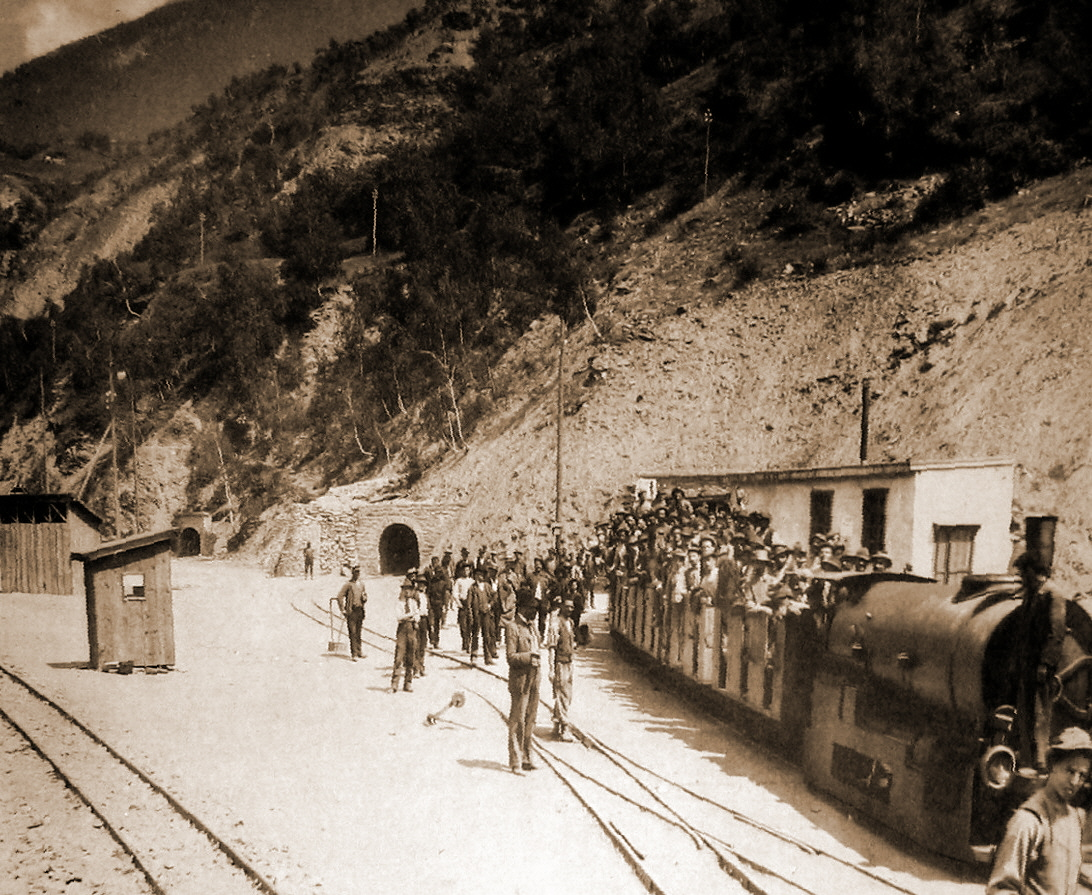
Beim Bau des Simplontunnels

1906 wurde nach achtjähriger Bauzeit die erste Röhre des Simplontunnels und die Fortsetzung der Linie nach Domodossola eröffnet. Mit dem wahrscheinlich längsten Kehrtunnel der Welt Varzo elicoidale wurde der südliche Anschluss nach Domodossola hergestellt. Der Simplontunnel war von der Betriebseröffnung bis 1930 mit 3000 Volt 16 Hertz Drehstrom elektrifiziert.
→ Hauptartikel: Drehstrombetrieb Brig–Iselle
Von 1912 bis 1921 wurde die zweite Röhre des Simplontunnels erbaut und 1922 dem Verkehr übergeben.
1930 wurde die Strecke von Brig bis Domodossola durchgehend mit dem Schweizer Stromsystem 15 000 Volt 16 ⅔ Hertz elektrifiziert, das mit seiner hohen Spannung für die steile Südrampe besser geeignet ist als das italienische 3000-Volt-Gleichspannungssystem. Der Fahrdienst auf der in Italien gelegenen Südrampe Iselle–Domodossola wurde seit der Eröffnung von den SBB nach Schweizer Vorschriften ausgeführt. Bis zur Elektrifizierung 1930 wurde der 25 Promille steile Streckenabschnitt mit Dampf betrieben, wozu im Depot Brig eine grössere Anzahl von C 5/6-Dampflokomotiven stationiert wurde, die nach der Elektrifizierung der Gotthardbahn auf der Simplonsüdrampe ein geeignetes Einsatzfeld fanden.
Seit 1992 besteht eine einspurige elektrifizierte Verbindungsstrecke vom Bahnhof Domodossola I zum Rangierbahnhof Domodossola II, um den Schweizer Lokomotiven die Zufahrt zu ermöglichen. Der Rangierbahnhof dient hauptsächlich dem Traktionswechsel der Transitgüterzüge.

## Unfälle
- Am 11. August 1939 konnte  ein Güterzug mit Personenbeförderung nur ungenügend bremsen und prallte bei der Einfahrt in den Bahnhof Domodossola in abgestellte Wagen. Es waren sechs Tote, ein Schwerverletzter und elf leichter Verletzte zu beklagen.[11][12]
- Am 25. September 1941 explodierte bei der Haltestelle Veytaux-Chillon kurz vor der Durchfahrt eines Güterzugs eine Ladung Minen. Sieben Personen starben.[13]
- Am 1. Mai 1952 prallte ein Roter Pfeil bei Villeneuve mit 70 km/h in einen leer stehenden Personenzug. Drei Fahrgäste getötet, 48 verletzt.[14]
→ Abschnitt Unfälle im Artikel SBB CLe 2/4
- Am 24. Juni 1968 kollidierte ein Extrazug bei Saint-Léonard mit einem entgegenkommenden Güterzug. In den zum Teil fast vollständig zerstörten Fahrzeugen starben 13 Menschen, 103 wurden verletzt.

- Am 26. Juni 1969 führte bei Saint-Maurice ein Achsbruch zur Entgleisung eines Güterzugs. Der Unfall forderte ein Todesopfer.[15]
- Am 28. August 1971 forderte die Entgleisung eines Zuges in der Tunnelstation im Simplontunnel wegen überhöhter Geschwindigkeit fünf Tote und 29 Verletzte.[16]
- Am 31. Oktober 1972 kollidierte ein Schnellzug in Saint-Triphon mit abgestellten Kesselwagen. Dabei floss Treibstoff aus, der sich entzündete und sich zu einem Grossbrand entwickelte. Der Triebfahrzeugführer und drei Reisende kamen in den Flammen um.[17]
- Am 23. Juli 1976 entgleiste ein Schnellzug beim nördlichen Ausgang des Simplontunnels wegen überhöhter Geschwindigkeit. Der Unfall kostete sechs Menschenleben.[18]
- Am 14. September 1985 kollidierte in Bussigny ein Regionalzug mit zwei Lokomotiven, wobei fünf Menschen das Leben verloren und 56 verletzt wurden.[19]
- Am 16. Februar 1990 fuhr ein Eurocity im Bahnhof von Saxon in ein vergessenes Baudienstfahrzeug. Beim Unfall kamen drei Menschen ums Leben, 12 wurden verletzt.[18]
- Am 3. August 1993 fuhr ein Schnellzug im Rio-Rido-Tunnel bei Preglia auf den stehenden Italia-Express. Es waren ein Toter und etwa 60 Verletzte zu beklagen.[20]
- Am 9. Juni 2011 geriet im italienischen Teil des Simplontunnels ein Güterzug der Rollenden Landstrasse  in Brand.[21]
→ Artikel Eisenbahnunfall im Simplontunnel (2011)

## Betrieb
Seit der Einstellung der Trans-Europ-Express-Verbindungen von Paris nach Mailand verkehren nur noch nächtliche Personenzüge auf der vollen Strecke. Diese Züge werden von der Trenitalia unter dem Namen Thello geführt und befahren die Strecke Paris-Dijon-Mailand-Venedig.

### Fernverkehr
Zwischen Vallorbe und Lausanne verkehren im Fernverkehr TGV-Züge aus Paris, welche saisonal bis Brig geführt werden. Zwischen Cossonay und Bussigny VD bzw. Lausanne wird die Strecke noch von ICN-Zügen genutzt, welche auf der Jurasüdfusslinie verkehren. Zwischen Lausanne und Brig verkehren InterRegio-Züge vom und zum Genfer Flughafen. Zwischen Lausanne und Domodossola verkehren EuroCity-Züge, welche von Genf nach Mailand oder Venedig verkehren. Mit der Eröffnung des Lötschberg-Basistunnels 2007 benutzen InterCity-Züge Romanshorn–Brig sowie EuroCity Basel SBB–Milano Centrale den Abschnitt zwischen dem Südportal in Visp sowie dem Simplontunnel-Nordportal in Brig.

### Regionalverkehr
Im Rhonetal verkehren Regionalzüge von Brig nach Monthey oder Saint-Gingolph. Zudem verkehren die meisten der Linien des Réseau Express Régional vaudois (RER Vaud) abschnittsweise auf der Simplonstrecke, der Abschnitt zwischen den Bahnhöfen Lausanne und Renens wird gleich von sechs der neun RER-Linien befahren, da auch Züge von und nach Genf die Simplonstrecke mitbenutzen. Zwischen Grandson und Cully fahren die R1 und R2, zwischen Vallorbe und St-Maurice die R3 und R4 sowie zwischen Renens und Lausanne die R5 und R6.

## Streckenverlauf

### Vallorbe–Lausanne

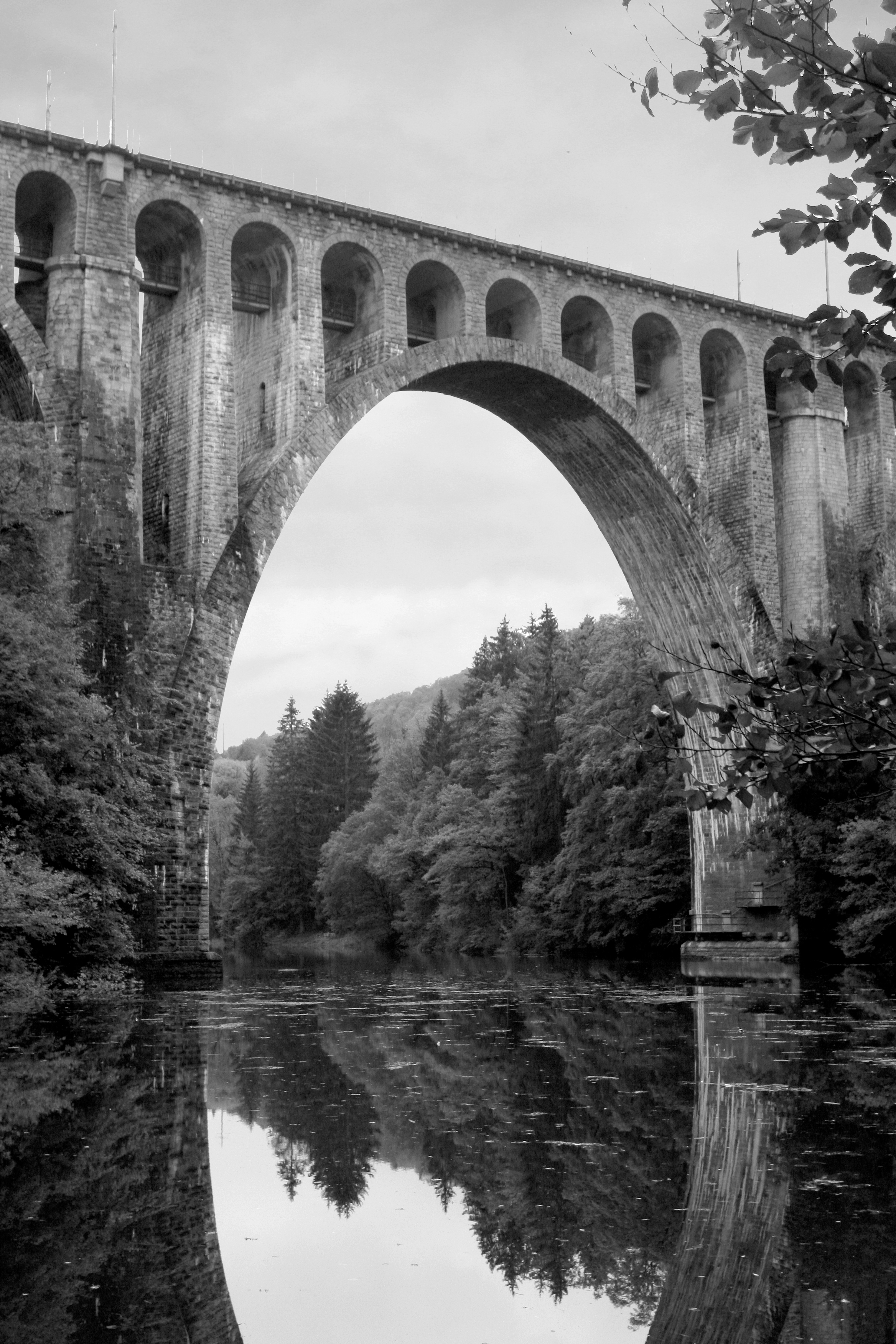
Viadukt von Le Day

Die Strecke schliesst im Gebiet des Grenzbahnhofs Vallorbe an ihre nördliche Fortsetzung, der RFF-Strecke aus Dijon an. Nach der Querung des Viaduktes von Le Day wird die Station des Dorfes Le Day erreicht. Unmittelbar danach zweigt rechterhand die Nebenbahnstrecke der PBr nach Le Brassus ab. Zwischen den Stationen La Sarraz und Cossonay stösst die Jurasüdfusslinie aus Olten zur Strecke. Gemeinsam mit dieser wird dann Bussigny-près-Lausanne erreicht, wo ein Gleisdreieck den Anschluss an die Bahnstrecke Lausanne–Genf ermöglicht. Dank diesem Dreieck bleibt Zügen der Jurasüdfusslinie nach Genf die Wende im Bahnhof Lausanne erspart. Via Renens wird die Waadtländer Hauptstadt Lausanne erreicht.

### Lausanne–Brig

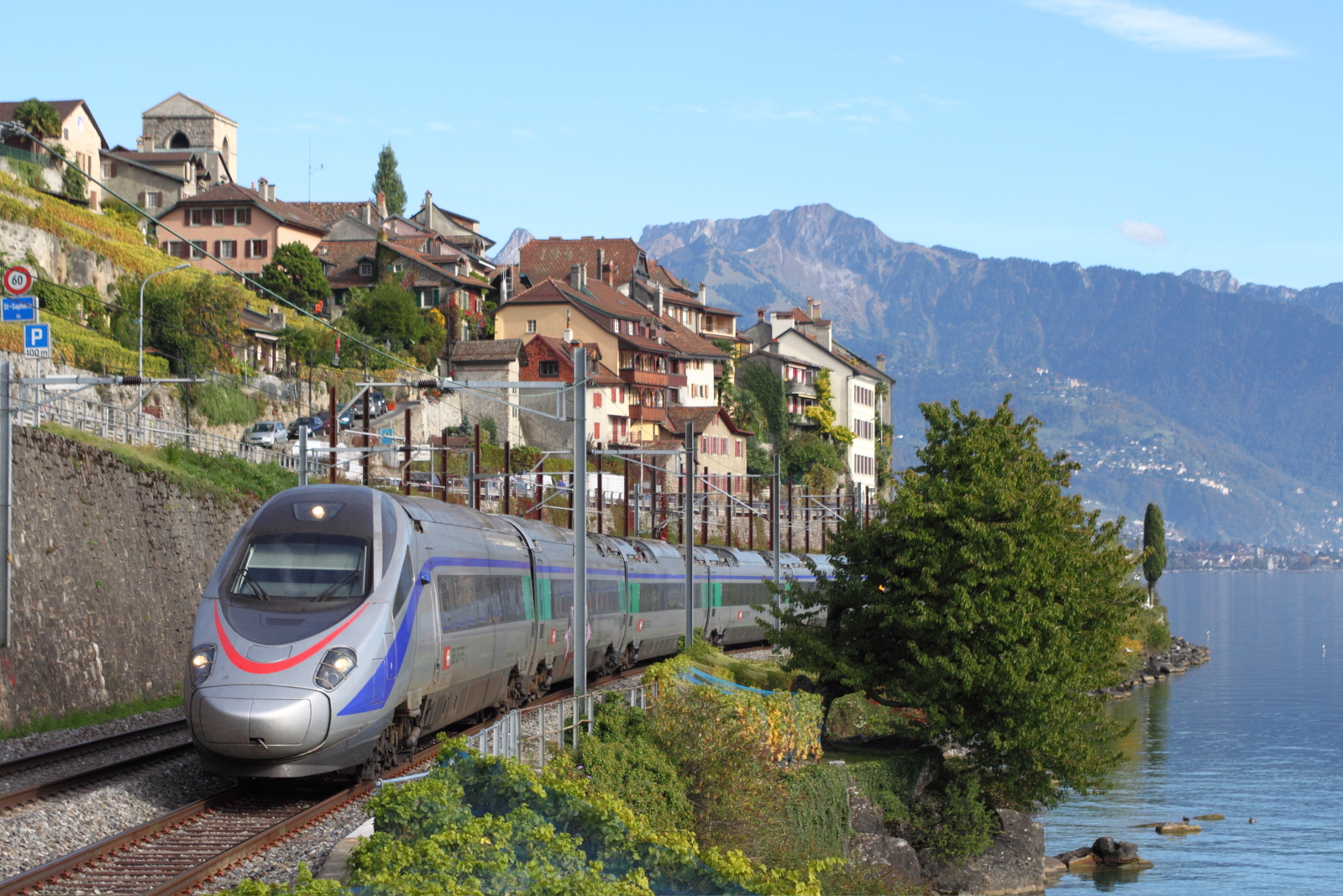
Bei St. Saphorin am Genfersee

Nach dem Bahnhof von Lausanne zweigt inmitten der SBB-Abstellanlagen linkerhand  die Strecke nach Fribourg–Bern ab, während die Simplonlinie am Ufer des Genfersees verbleibt. Einige Lavaux-Gemeinden haben an beiden Strecken Haltestellen, so wie Pully (Pully und Pully Nord) oder Lutry (Lutry und La Conversion). Über Pully, Lutry und Cully wird der Bahnhof von Vevey erreicht. Hier mündet mit der Chemin de fer Vevey–Chexbres eine einspurige Verbindung zur Bahnstrecke nach Bern – welche ebenfalls eine (jedoch selten als solche genutzte) Umfahrung von Lausanne darstellt – in die Simplonlinie. Zudem verkehrt ab hier die schmalspurige MVR-Strecke nach Les Pléiades. Über La Tour-de-Peilz, Burier und dem bereits zu Montreux gehörenden Clarens wird der Bahnhof Montreux – der einzige Schweizer Bahnhof mit drei unterschiedlichen Spurweiten – erreicht. Hier zweigt die MVR-Linie auf die Rochers de Naye sowie die Montreux-Berner-Oberland-Bahn nach Lenk ab. Nach Montreux führt die Strecke am Schloss Chillon und dem ehemaligen Hôtel Byron vorbei nach Villeneuve. In Aigle zweigen drei Schmalspurlinien nach Leysin, Les Diablerets und Champéry ab. In Bex verkehrt die schmalspurige Bahnlinie auf den Col-de-Bretaye. In Saint-Maurice wiederum mündet die Strecke aus Saint-Gingolph in die Simplonlinie. Anschliessend wird Martigny erreicht, wo wiederum zwei Bahnlinien abzweigen. Beide werden von der TMR betrieben, eine schmalspurige nach Chamonix und eine normalspurige nach Orsières samt Zweiglinie nach Le Châble. Wenige Kilometer später folgt Sion, kurz darauf Sierre, ehe die Sprachgrenze zwischen Französisch und Deutsch erreicht wird. Der erste Halt im Oberwallis ist Leuk. Im Bahnhof Visp besteht Anschluss zur Matterhorn-Gotthard-Bahn (MGB) aus Zermatt, und der Lötschberg-Basistunnel stösst zur Strecke. Die MGB führt ab Brig, wo auch die Lötschberg-Bergstrecke in die Simplonlinie mündet, Richtung Oberwallis.

### Brig–Domodossola

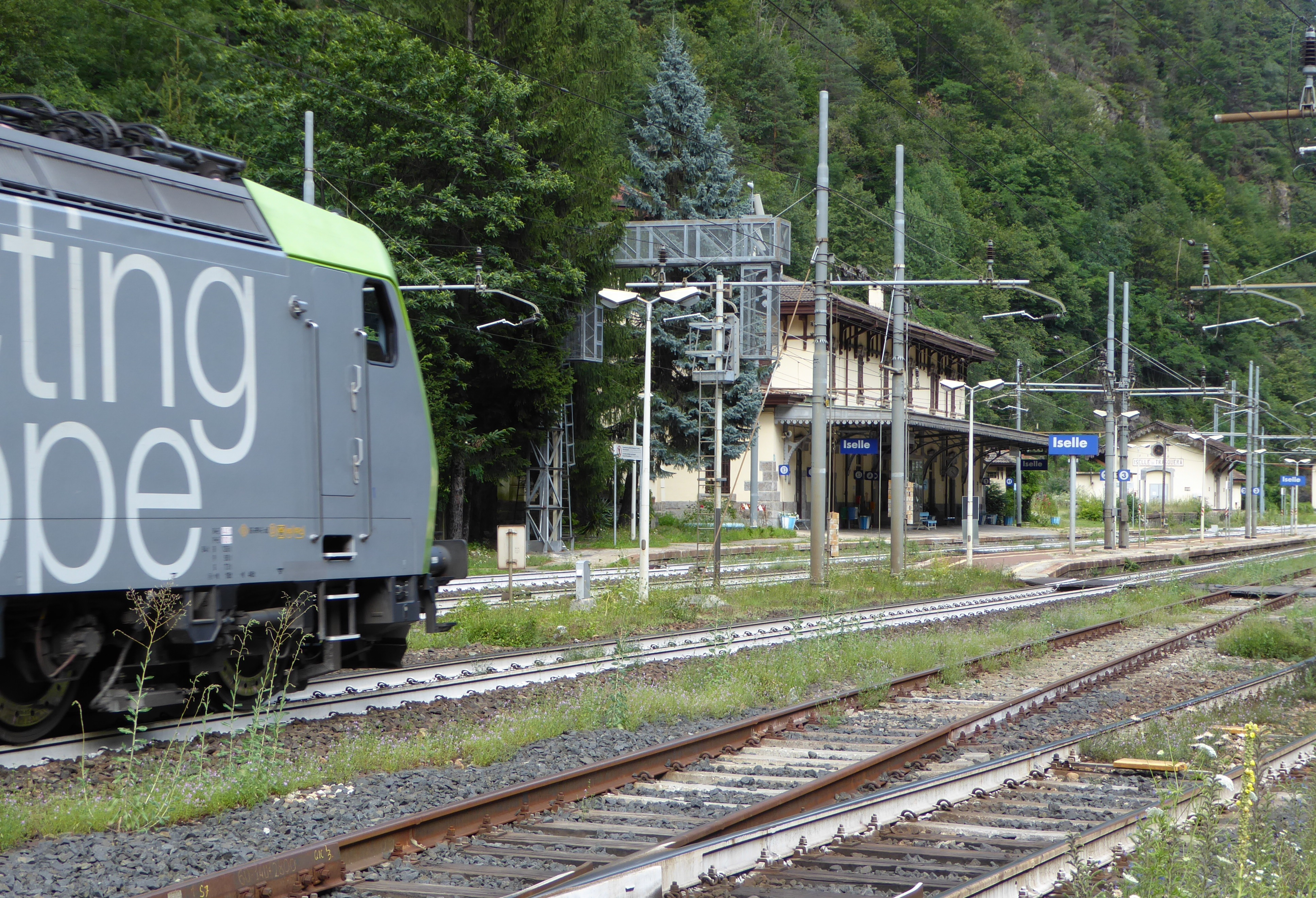
Obwohl in Iselle das Streckeneigentum von den SBB zu den Italienischen Staatsbahnen (FS) wechselt, wird bis Domodossola mit Schweizer Stromsystem und nach Schweizer Fahrdienstvorschriften gefahren. Das stationäre Personal stellen jedoch die FS. Lokomotive Re 485 der BLS bei der Durchfahrt in Iselle.

Nach Brig verschwindet die Linie im Simplontunnel, in dessen Mitte sich die Staatsgrenze Schweiz/Italien befindet. Der Tunnel wird in Iselle di Trasquera im Tal der Diveria verlassen, wo sich wie in Brig Terminals zum Autoverlad befinden. Es schliessen sich der 1,7 km lange Tunnel „Trasquera“ und der 3,0 km lange Kehrtunnel „Varzo“ nordwestlich des gleichnamigen Weilers an. Über die Haltepunkte Varzo und Preglia wird Domodossola, nunmehr bereits im breiten Tal des Toce, erreicht. Die 19 km lange doppelspurige Strecke zwischen dem Südportal des Simplontunnels und Domodossola wird mit Schweizer Strom- und Sicherungssystem unter Anwendung der schweizerischen Fahrdienst- und Betriebsvorschriften betrieben. Der Streckenabschnitt wird von der Schweiz mit 16,7-Hz-Bahnstrom versorgt, gehört aber den Italienischen Staatsbahnen (FS), die auch das stationäre Personal stellen. Auch im 21. Jahrhundert mit dem offenen Netzzugang wird der italienische Streckenabschnitt mehrheitlich von Schweizer Triebfahrzeugen befahren.
Der Übergang auf die italienischen Systeme, verbunden mit einem allfälligen Lok- und Personalwechsel, erfolgt in Domodossola Fascio Viaggatori für Reise- und RoLaZüge bzw. Domodossola II für Güterzüge. Ab Domodossola fahren die Züge über die Bahnstrecke Domodossola–Milano nach Mailand, die sich im Besitz der italienischen Infrastrukturgesellschaft RFI befindet.